# Bare (Kraljevo)
Bare (Servisch cyrillisch: Варе) is een plaats in de Servische gemeente Kraljevo. De plaats telt 165 inwoners (2002).